# 이명박 정부의 국무위원
본 문서는 이명박 정부의 국무위원 명단을 나타낸 것이다. 

## 국무위원 명단
| 직위                | 날짜         | 날짜       | 날짜       | 날짜       | 날짜       | 날짜         | 날짜        | 날짜       | 날짜       | 날짜         | 날짜        | 날짜       |
| ------------------- | ------------ | ---------- | ---------- | ---------- | ---------- | ------------ | ----------- | ---------- | ---------- | ------------ | ----------- | ---------- |
| 직위                | 2008년 2·3월 | 2008년 8월 | 2009년 2월 | 2009년 9월 | 2010년 4월 | 2010년 8·9월 | 2010년 12월 | 2011년 1월 | 2011년 6월 | 2011년 8·9월 | 2011년 11월 | 2012년 2월 |
| 대통령              | 이명박       | 이명박     | 이명박     | 이명박     | 이명박     | 이명박       | 이명박      | 이명박     | 이명박     | 이명박       | 이명박      | 이명박     |
| 국무총리            | 한승수       | 한승수     | 한승수     | 정운찬     | 정운찬     | 김황식       | 김황식      | 김황식     | 김황식     | 김황식       | 김황식      | 김황식     |
| 기획재정부 장관     | 강만수       | 강만수     | 윤증현     | 윤증현     | 윤증현     | 윤증현       | 윤증현      | 윤증현     | 박재완     | 박재완       | 박재완      | 박재완     |
| 교육과학기술부 장관 | 김도연       | 안병만     | 안병만     | 안병만     | 안병만     | 이주호       | 이주호      | 이주호     | 이주호     | 이주호       | 이주호      | 이주호     |
| 외교통상부 장관     | 유명환       | 유명환     | 유명환     | 유명환     | 유명환     | 김성환       | 김성환      | 김성환     | 김성환     | 김성환       | 김성환      | 김성환     |
| 통일부 장관         | 김하중       | 김하중     | 현인택     | 현인택     | 현인택     | 현인택       | 현인택      | 현인택     | 현인택     | 류우익       | 류우익      | 류우익     |
| 법무부 장관         | 김경한       | 김경한     | 김경한     | 이귀남     | 이귀남     | 이귀남       | 이귀남      | 이귀남     | 이귀남     | 권재진       | 권재진      | 권재진     |
| 국방부 장관         | 이상희       | 이상희     | 이상희     | 김태영     | 김태영     | 김태영       | 김관진      | 김관진     | 김관진     | 김관진       | 김관진      | 김관진     |
| 행정안전부 장관     | 원세훈       | 원세훈     | 이달곤     | 이달곤     | 맹형규     | 맹형규       | 맹형규      | 맹형규     | 맹형규     | 맹형규       | 맹형규      | 맹형규     |
| 문화체육관광부 장관 | 유인촌       | 유인촌     | 유인촌     | 유인촌     | 유인촌     | 유인촌       | 유인촌      | 정병국     | 정병국     | 최광식       | 최광식      | 최광식     |
| 농림수산식품부 장관 | 정운천       | 장태평     | 장태평     | 장태평     | 장태평     | 유정복       | 유정복      | 유정복     | 서규용     | 서규용       | 서규용      | 서규용     |
| 지식경제부 장관     | 이윤호       | 이윤호     | 이윤호     | 최경환     | 최경환     | 최경환       | 최경환      | 최중경     | 최중경     | 최중경       | 홍석우      | 홍석우     |
| 보건복지부 장관     | 김성이       | 전재희     | 전재희     | 전재희     | 전재희     | 진수희       | 진수희      | 진수희     | 진수희     | 임채민       | 임채민      | 임채민     |
| 환경부 장관         | 이만의       | 이만의     | 이만의     | 이만의     | 이만의     | 이만의       | 이만의      | 이만의     | 유영숙     | 유영숙       | 유영숙      | 유영숙     |
| 고용노동부 장관     | 이영희       | 이영희     | 이영희     | 임태희     | 임태희     | 박재완       | 박재완      | 박재완     | 이채필     | 이채필       | 이채필      | 이채필     |
| 여성가족부 장관     | 변도윤       | 변도윤     | 변도윤     | 백희영     | 백희영     | 백희영       | 백희영      | 백희영     | 백희영     | 김금래       | 김금래      | 김금래     |
| 국토해양부 장관     | 정종환       | 정종환     | 정종환     | 정종환     | 정종환     | 정종환       | 정종환      | 정종환     | 권도엽     | 권도엽       | 권도엽      | 권도엽     |
| 특임장관            | 공석         | 공석       | 공석       | 주호영     | 주호영     | 이재오       | 이재오      | 이재오     | 이재오     | 이재오       | 이재오      | 고흥길     |

## 같이 보기
- 이명박 정부
- 국무위원